# Overhead (band)
Overhead is een Finse muziekgroep, die muziek speelt in het genre progressieve rock. De muziekgroep is opgericht in 1999. Hun eerste album kwam uit in 2002. De muziek is een samensmelting van Genesis, Camel, Pink Floyd en richting Spock's Beard.

## Discografie
Onder eigen naam:
- 2002: Zumanthum
- 2005: Metaepitome
- 2008: And we’re not here after all
- 2009: Live after all
- 2012: Of sun and moon
- 2018: Haydenspark
- 2023: Telepathic minds

In projecten:
- 2000: Tuonen tytär
- 2003: Kalevala
- 2009: Tuonen tytär